# Консуляр
Консуляр — в Стародавньому Римі — колишній консул. Почесне звання, особливо в епоху Республіки. Консуляри користувалися найвищою повагою. Почесніші за них були тільки колишні цензори і диктатори, що ставилися на найперших місцях у списках Сенату, і сиділи попереду них, наприклад, в театрі. У часи ж імперії, коли не стало магістратур ні цензорів, ні диктаторів, цей титул, що став найпочеснішим для підданих імператора, міг дарувати (приблизно з кінця I ст.) останнім навіть тим, хто не виконував обов'язки консула, тобто не обіймав вищу річну магістратуру. В пізньоримський період консулярів посилали губернаторами у провінції.